# Amydria pauculella
Amydria pauculella är en fjärilsart som beskrevs av Walker 1864. Amydria pauculella ingår i släktet Amydria och familjen Acrolophidae. Inga underarter finns listade i Catalogue of Life.